# ريكي آدامز
ريكي آدامز (بالإنجليزية: Ricky Adams)‏ هو لاعب كرة قاعدة أمريكي، ولد في 21 يناير 1959 في آبلاند في الولايات المتحدة، وتوفي في 28 أكتوبر 2011 في رانتشو كوكامونغا في الولايات المتحدة بسبب سرطان.

## وصلات خارجية
- ريكي آدامز على موقعبيزبول رفرنس.كوم (الدوري الرئيسي) (الإنجليزية)
- ريكي آدامز على موقعبيزبول رفرنس.كوم (الدوري الثانوي) (الإنجليزية)